# Byrds (album)
| Recensione                        | Giudizio      |
| --------------------------------- | ------------- |
| AllMusic                          | [ 1 ]         |
| The New Rolling Stone Album Guide | [ 2 ]         |
| Sputnikmusic                      | 2.6 (Average) |
| Dizionario del Pop-Rock           | [ 4 ]         |
| 24.000 dischi                     | [ 5 ]         |

Byrds è un album discografico del gruppo musicale folk rock statunitense The Byrds, pubblicato nel marzo del 1973 dalla Asylum Records.
Conosciuto anche con il titolo Full Circle, si tratta infatti di una reunion che vede protagonisti i cinque membri originali dei Byrds: David Crosby (che firma due brani), Roger McGuinn (che ne firma altri due), Gene Clark (autore di Full Circle e Changing Heart), Chris Hillman (di cui registrano due brani) e Michael Clarke. Fra gli undici brani presenti nell'album ve ne sono due composti da Neil Young ed uno da Joni Mitchell.

## Storia
Nel 1972 il chitarrista e leader dei Byrds, Roger McGuinn, era diventato insoddisfatto della versione attuale del gruppo. Quale unico membro fondatore rimasto fin dalla fondazione della band nel 1964, McGuinn aveva guidato i Byrds attraverso una serie vertiginosa di cambi di formazione durante la fine degli anni '60. La formazione della band si era finalmente stabilizzata nel 1970, ma agli inizi del 1972 sorsero dissensi per motivi economici tra i membri del gruppo. Come risultato, Gene Parsons (batterista della band dal 1968) fu licenziato da McGuinn nel luglio 1972 e sostituito dal session man John Guerin. Per tutto il 1972, i Byrds continuarono sporadicamente a fare concerti e a registrare in studio, ma senza pubblicare nulla di nuovo.
Allo stesso tempo, i quattro ex membri dei Byrds che, insieme a McGuinn, avevano costituito la formazione originale della band della metà degli anni '60, erano, in una certa misura, in pausa: David Crosby aveva completato i suoi obblighi di registrazione e tour per il disco Graham Nash/David Crosby; Il lavoro di Chris Hillman con i Manassas di Stephen Stills era in una fase di stallo; La carriera solista di Gene Clark, lodata dalla critica ma finanziariamente poco gratificante, aveva bisogno di una spinta; e Michael Clarke era disoccupato fin dallo scioglimento dei Flying Burrito Brothers nel 1971. Inoltre, nessuna delle carriere dei cinque membri originali dei Byrds, fatta eccezione per Crosby, era stata finanziariamente gratificante come durante il periodo di massimo splendore dei Byrds nella metà degli anni '60.
Discussioni tra i cinque membri originali della band, riguardo a una possibile reunion, avevano avuto luogo già nel luglio 1971, più o meno nel periodo in cui l'allora formazione attuale dei Byrds stava registrando il loro ultimo album, Farther Along.
Nel frattempo, con il supergruppo Crosby, Stills, Nash & Young in "pausa di riflessione" indefinita, David Geffen divenne sempre più convinto e consapevole che una riunione storica dei Byrds originali poteva rivelarsi altamente redditizia per tutti gli interessati. Quindi, a metà del 1972, Geffen offrì ai singoli membri originali dei Byrds delle cifre considerevoli per incidere un album di reunion per la sua etichetta Asylum Records.
La reunion ebbe effettivamente luogo all'inizio di ottobre 1972, con una sessione di prove a casa di McGuinn, dove la band inizialmente lavorò a una delle nuove canzoni del chitarrista. Significativamente, il gruppo non suonò nulla del vecchio materiale durante questa prima prova, ma si concentrò invece sulla selezione delle canzoni adatte per un nuovo progetto. Tutti e cinque i musicisti furono incoraggiati dalle prove e si sentirono sicuri di poter ricreare la magia dell'epoca d'oro dei Byrds.  Di conseguenza, decisero di iniziare la registrazione del loro primo album insieme in sette anni.

## Registrazione
Le sessioni di registrazione per l'album cominciarono il 16 ottobre 1972 presso lo Studio 3 di Wally Heider a Los Angeles e proseguirono fino al 15 novembre 1972.  Durante queste sedute, la band incise tutte le undici tracce poi incluse nel disco e almeno altre due outtakes: My New Woman di McGuinn e Jacques Levy e il brano folk tradizionale Fair and Tender Ladies.
Dopo il completamento delle sessioni di registrazione dell'album, Crosby raggiunse un accordo con McGuinn per dissolvere l'ultima incarnazione dei Byrds, che a quel tempo lavorava ancora come band itinerante. Crosby aveva a lungo parlato del suo dispiacere per la decisione di McGuinn di reclutare nuovi membri dopo il suo licenziamento dalla band nel 1967 e aveva dichiarato pubblicamente la sua opinione che "c'erano solo cinque Byrds." Nel nuovo spirito di riconciliazione promosso dalla riunione, e come risultato della sua crescente insoddisfazione per l'attuale incarnazione della band, McGuinn acconsentì e sciolse definitivamente la formazione degli ultimi Byrds nel febbraio 1973.
Le tracce che avrebbero composto l'album finito includevano due composizioni di ciascuno dei quattro cantautori della band, oltre a una cover di Joni Mitchell e due di Neil Young. Al momento dell'uscita dell'album, fece molta sensazione sulla stampa musicale la mancanza di qualsiasi canzone di Bob Dylan, dal momento che i Byrds avevano spesso reinterpretato il materiale di Dylan durante gli anni '60. Questa affermazione spinse Crosby a sostenere che Young fosse il grande cantautore degli anni '70, proprio come lo era stato Dylan negli anni '60, e quindi era del tutto appropriato che i Byrds ora reinterpretassero Young, piuttosto che Dylan.

## Brani
La traccia d'apertura del disco, Full Circle, composta da Gene Clark, avrebbe inizialmente dovuto essere il titolo dell'album stesso, ma Clark si disse preoccupato circa quello che il pubblico avrebbe potuto erroneamente pensare, e cioè che la canzone potesse essere stata scritta specificatamente per la reunion dei Byrds. Come riportato dal biografo della band, Johnny Rogan, il motivo della ruota della fortuna della canzone sembrava certamente applicabile alla situazione, ma la canzone in realtà precedeva la riunione, come spiegò Clark durante un'intervista del 1979: «Avevo già registrato quella canzone un paio di anni prima e non era scritta su qualcosa di specifico. Era solo un'idea che avevo». Non solo la canzone era stata scritta da Clark prima della reunion dei Byrds, ma quando Byrds fu pubblicato, era anche recentemente stata pubblicata con il titolo alternativo di Full Circle Song nel suo album solista Roadmaster.
La seconda composizione originale di Clark inclusa in Byrds è Changing Heart, un'orecchiabile meditazione sulle insidie della celebrità. Clark fu inoltre responsabile della scelta di reinterpretare due brani di Neil Young. La decisione di fare Cowgirl in the Sand e (See the Sky) About to Rain fu presa da lui, da lungo tempo ammiratore del cantautore canadese, e non da David Crosby, compagno di band di Young nei CSN&Y, come era stato ipotizzato dalla stampa dell'epoca. La versione dei Byrds di (See the Sky) About to Rain fu pubblicata oltre un anno prima rispetto a quella dello stesso Young, che uscì solo nel 1974 nell'album On the Beach.
Sweet Mary, composta da McGuinn e Jacques Levy, mostra la chitarra solista dei Byrds tornare a uno stile di scrittura più folk di quello che aveva esibito negli ultimi tempi, con Hillman che contribuì alla canzone con una notevole parte di mandolino. Gli altri contribui autoriali di McGuinn a Byrds sono Born to Rock 'n' Roll, uno sguardo retrospettivo semi-serio ed autobiografico alla sua carriera solista. La canzone era stata originariamente registrata dall'ultima formazione dei Byrds nel luglio 1972 per una possibile pubblicazione su singolo, ma alla fine quella versione era stata accantonata e all'epoca era rimasta inedita. McGuinn decise di fare un altro tentativo di produrre una registrazione definitiva della canzone durante le sessioni della reunion, ma senza successo. Il chitarrista avrebbe poi inciso il brano per la terza volta includendolo nel suo album solista Roger McGuinn & Band del 1975.
Hillman contribuì con due canzoni all'album, entrambe composte insieme agli ex compagni di band nei Manassas: Things Will Be Better, co-scritta con il batterista Dallas Taylor e Borrowing Time, composta insieme al percussionista Joe Lala.
Per Byrds, David Crosby compose Long Live the King, un cinico commento alle meccaniche del music business e volle reinterpretare la sua Laughing, già da lui pubblicata nel suo primo album solista If I Could Only Remember My Name del 1971. La ragione per la quale Crosby volle ri-registrare la traccia risiedeva nel fatto che originariamente aveva scritto Laughing nel 1967, durante i suoi ultimi giorni come membro dei Byrds e come tale, inizialmente il pezzo era stato pensato per essere incluso in un album dei Byrds.  La versione di Laughing inclusa in Byrds vede il ritorno dello stile chitarristico raga rock di McGuinn, da lui utilizzato nei dischi della band Fifth Dimension e Younger Than Yesterday. Inoltre, Crosby cantò anche come voce solista nella cover di For Free di Joni Mitchell inclusa nell'album.

## Pubblicazione
Byrds fu pubblicato il 7 marzo 1973 negli Stati Uniti (num. catalogo SD 5058) e il 24 marzo 1973 in Gran Bretagna (num. catalogo SYLA 8754). La copertina dell'album mostra una fotografia scattata da Henry Diltz, con la band al folk club The Troubadour di Los Angeles, dove McGuinn, Clark e Crosby avevano formato il nucleo dei Byrds nel 1964.
L'album raggiunse la posizione numero 20 nella Billboard Top LPs & Tapes, durante una permanenza di diciassette settimane in classifica, diventando il maggior successo commerciale della band negli Stati Uniti fin da Turn! Turn! Turn! del 1965. Nel Regno Unito il disco arrivò alla numero 31, ma rimase nella UK Albums Chart per una sola settimana. Dall'album furono estratti un totale di quattro singoli: Full Circle/Long Live the King, pubblicato l'11 aprile 1973; Things Will Be Better/For Free (pubblicato solamente in Europa); Cowgirl in the Sand/Long Live the King e Full Circle/Things Will Be Better, pubblicato in Gran Bretagna nell'agosto 1975.
Al momento della sua uscita, l'album soffrì di recensioni generalmente negative, con Jon Landau, che nel numero dell'aprile 1973 della rivista Rolling Stone, lo definì "uno degli album più noiosi dell'anno." Con il passare degli anni, l'album ha subito una parziale rivalutazione.

## Tracce
Lato A
1. Full Circle – 2:41 (Gene Clark)
2. Sweet Mary – 2:52 (Roger McGuinn, Jacques Levy)
3. Changing Heart – 2:40 (Gene Clark)
4. For Free – 3:48 (Joni Mitchell)
5. Born to Rock 'n' Roll – 3:12 (Roger McGuinn)

Lato B
1. Things Will Be Better – 2:13 (Chris Hillman, Dallas Taylor)
2. Cowgirl in the Sand – 3:23 (Neil Young)
3. Long Live the King – 2:14 (David Crosby)
4. Borrowing Time – 1:59 (Chris Hillman, Joe Lala)
5. Laughing – 5:36 (David Crosby)
6. (See the Sky) About to Rain – 3:48 (Neil Young)

Edizione CD del 2014, pubblicato dalla Raven Records (RVCD-381)
1. Full Circle – 2:43 (Gene Clark)
2. Sweet Mary – 2:55 (Jacques Levy, Roger McGuinn)
3. Changing Heart – 2:43 (Gene Clark)
4. For Free – 3:50 (Joni Mitchell)
5. Born to Rock 'n' Roll – 3:16 (Roger McGuinn)
6. Things Will Be Better – 2:13 (Chris Hillman, Dallas Taylor)
7. Cowgirl in the Sand – 3:24 (Neil Young)
8. Long Live the King – 1:56 (David Crosby)
9. Borrowing Time – 2:21 (Chris Hillman, Joe Lala)
10. Laughing – 5:38 (David Crosby)
11. (See the Sky) About to Rain – 3:51 (Neil Young)
12. She's the Kind of Girl – 2:57 (Gene Clark) – Bonus Track
13. One in a Hundred – 2:44 (Gene Clark) – Bonus Track

## Formazione
The Byrds
- Roger McGuinn - chitarra elettrica ed acustica a 6 e 12 corde, moog, banjo, voce
- Chris Hillman - chitarra elettrica ed acustica a 6 e 12 corde, mandolino, basso, voce
- Gene Clark - chitarra acustica a 6 corde, armonica, tamburello, voce
- David Crosby - chitarra elettrica ed acustica a 6 e 12 corde, voce
- Michael Clarke - batteria, congas, percussioni

Note aggiuntive
- David Crosby - produttore
- Registrazioni effettuate al Wally Heider Recording Studio #4 di Los Angeles, California
- Doc Storch - ingegnere delle registrazioni
- Masterizzato al Artisan Sound Recorders
- Gary Burden - art direction e design album (per R. Twerk)
- Alexa Smith - design associate
- Henry Diltz - fotografie[26]